# Cardamine holmgrenii
Cardamine holmgrenii är en korsblommig växtart som beskrevs av Al-shehbaz. Cardamine holmgrenii ingår i släktet bräsmor, och familjen korsblommiga växter. Inga underarter finns listade i Catalogue of Life.